# モンテフィオリーノ
モンテフィオリーノ（伊: Montefiorino）は、イタリア共和国エミリア＝ロマーニャ州モデナ県にある、人口約2,100人の基礎自治体（コムーネ）。

## 地理

### 位置・広がり

#### 隣接コムーネ
隣接するコムーネは以下の通り。括弧内のREはレッジョ・エミリア県所属を示す。
- フラッシノーロ
- パラーガノ
- トアーノ (RE)
- ヴィッラ・ミノッツォ (RE)

### 気候分類・地震分類
モンテフィオリーノにおけるイタリアの気候分類 (it) および度日は、zona F, 3323 GGである。
また、イタリアの地震リスク階級 (it) では、zona 3 (sismicità bassa) に分類される。

## 行政

### 分離集落
モンテフィオリーノには、以下の分離集落（フラツィオーネ）がある。
- Casola, Farneta, Gusciola, Lago, Macognano, Rubbiano, Vitriola

## 姉妹都市
- Carqueiranne、フランス